# مجله حقوق و فناوری دانشگاه هاروارد
مجله حقوق و فناوری هاروارد، (به انگلیسی: Harvard Journal of Law & Technology)، مجله سالانه دسترسی آزاد با انتشار دو شماره در هر سال است که در سال ۱۹۸۸ در دانشکده حقوق هاروارد تأسیس شد. این مجله شامل کلیه جنبه‌های قانون فناوری اطلاعات از جمله مالکیت معنوی، بیوتکنولوژی، قانون حفظ حریم خصوصی، قانون رایانه، جرایم سایبری، ضد انحصار، قانون فضا، ارتباطات از راه دور، اینترنت و تجارت الکترونیک است. طبق رتبه‌بندی مجله واشینگتن، این مجله دارای رتبهٔ برتر بیشترین استناد به مجله حقوقی فناوری و هفدهمین ژورنال دارای رتبه برتر حقوق است که با تأثیرگذاری بالا (از بین ۱۵۳۰ مجله) رتبه‌بندی شده‌است. مؤلفه آنلاین آن خلاصه ای از تحولات اخیر در همه زمینه‌های قانون و فناوری را ارائه می‌دهد.
در طول سال تحصیلی، این مجله میزبان سخنرانی‌ها و میزگردهایی است که به ارتقاء دانش فناوری و قانون اختصاص یافته‌است.

## سمپوزیوم‌ها
این ژورنال غالباً سمپوزیوم‌هایی را ترتیب می‌دهد، جایی که گروهی از دانشگاهیان در مورد یک موضوع خاص در حوزه حقوق و فناوری بحث می‌کنند که متعاقباً منتشر می‌شود.